# 伊賀市上野図書館
伊賀市上野図書館（いがしうえのとしょかん）は、三重県伊賀市上野丸之内40番地の5にある公共図書館。伊賀市と同市から一部業務委託を受けた公益財団法人伊賀市文化都市協会が管理運営する。市内5か所に分館を設置する。
津藩（藤堂藩）の藩校・崇広堂を利用して1905年（明治38年）に開館した三重県最古の公立図書館である。藤堂藩や松尾芭蕉、忍者といった郷土に関する資料を多く所蔵する ほか、文芸雑誌『白樺』全160巻のうち156巻などの貴重書も保有する。

## 建物の概要
図書館の建物は1984年（昭和59年）9月に完成した鉄筋コンクリート構造3階建てで瓦葺である。図書館単独の建物で、他の施設は併設していない。館内には職員用のシンドラーエレベータ製のエレベータがあり、同社製のエレベータで死亡事故が発生したのと同時期の2006年（平成18年）6月2日に扉が閉じなくなるトラブルが起きている。
館内は以下の通り。
| 階  | 面積（m2） | 主な設備                                       |
| 3階 | 99.00      | 機械室                                         |
| 2階 | 921.19     | 参考図書室、学習室、郷土資料室、視聴覚室、書庫 |
| 1階 | 658.39     | 開架閲覧室（一般・児童）、書庫                 |

## 歴史

### 崇広堂時代（1905-1984）

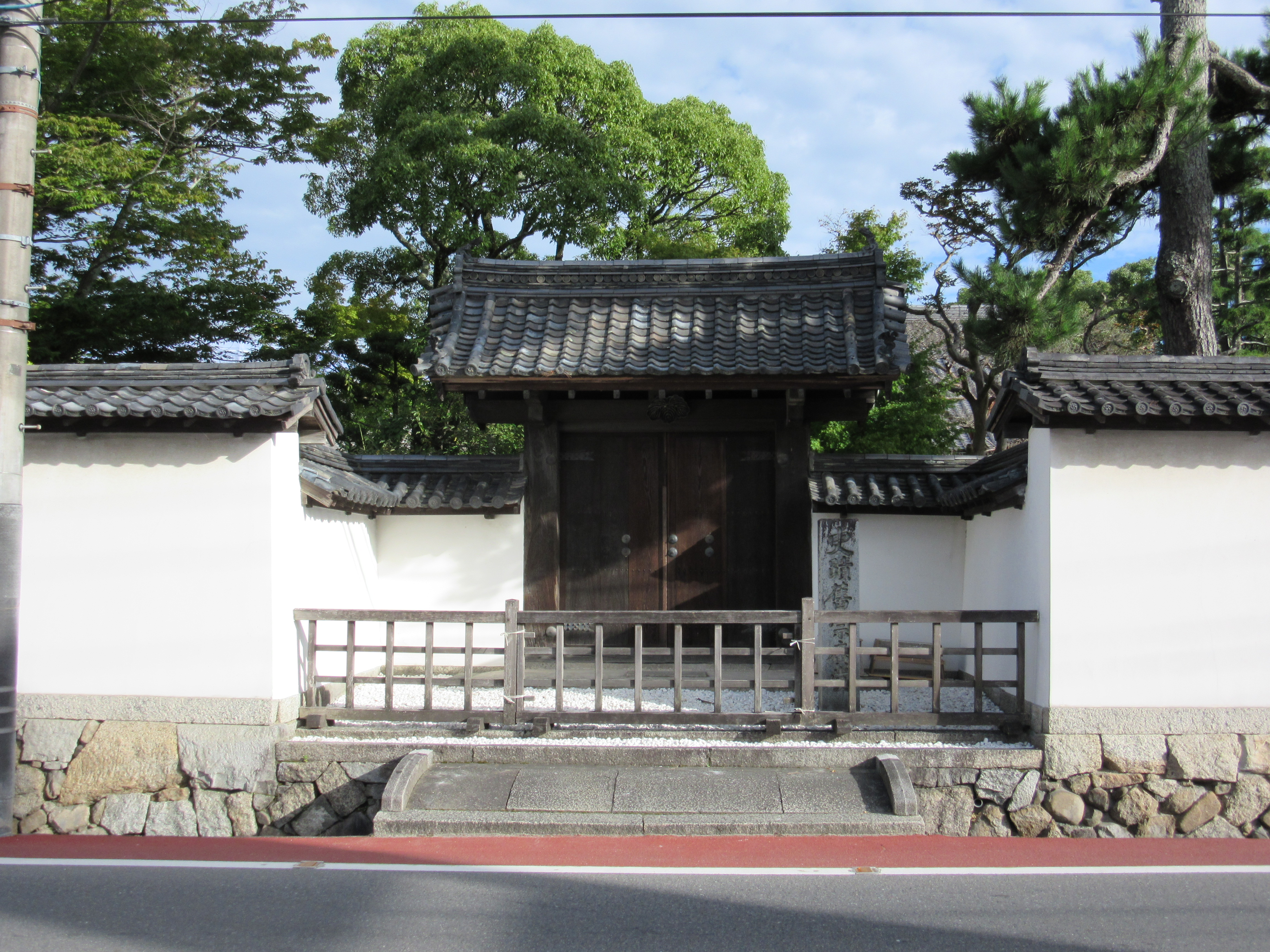
初代図書館の置かれた崇広堂

阿山郡教育会附属図書館として、1905年（明治38年）1月8日に上野町丸之内尋常小学校（現・伊賀市立上野西小学校）の一部を借用し開館した。丸之内尋常小学校は津藩（藤堂藩）の藩校であった崇広堂を利用していた。蔵書3,214部12,160冊をもって出発したが、その蔵書の大半は住民からの寄贈であったという。当初から巡回文庫を実施し、阿山郡各地に図書館の本を持って行ったという。阿山郡教育会附属図書館は、1912年（大正元年）10月30日に三重県阿山郡図書館に改称している。大正時代には理容所に本をおいてもらう巡回文庫を展開し、「床屋文庫」と呼ばれていた。
三重県阿山郡図書館は阿山郡が運営していたが、郡制の廃止に伴い1922年（大正11年）4月1日に財団法人阿山郡教育会に移管した。更に1927年（昭和2年）5月に上野町教育会へ移管して上野図書館に改称、続いて1937年（昭和12年）4月1日に上野町へ移管、上野町立図書館に改称した。1941年（昭和16年）9月10日、上野町が市制施行して上野市となったことにより上野市立図書館に館名を変更した。

### 丸之内時代（1984-）
1983年（昭和58年）12月22日、上野市丸之内40番地の5（現在地）に新図書館を建設するため起工式を挙行、1984年（昭和59年）9月に完成、10月3日に開館した。1997年（平成9年）7月1日より財団法人上野市文化都市協会（現・公益財団法人伊賀市文化都市協会）に業務委託を開始、祝日の開館や一部の土曜日を18時まで延長開館するなど利便性が向上した。1998年（平成10年）7月1日、コンピュータ導入のために同年3月15日から休止していた図書館業務を再開、蔵書検索機が設置されただけでなく、4冊から8冊に貸出冊数が増加し、返却ポストも設置された。なおコンピュータ導入を前に行った蔵書の総点検の際には、雑誌『白樺』が4巻欠けただけで、ほぼ全巻を所蔵していることが判明し、1996年（平成8年）1月に一般公開した。2002年（平成14年）10月には赤ちゃんコーナーを設け、2003年（平成15年）6月20日にはインターネットからの蔵書検索を可能とした。
2004年（平成16年）11月1日、市町村合併により伊賀市が発足したため、伊賀市上野図書館に改称した。2005年（平成17年）より公民館図書室とシステム統合を進め、1月4日に大山田、11月1日に阿山、2008年（平成20年）12月16日に青山、2013年（平成25年）11月1日にいがまち、島ヶ原の公民館図書室と接続された。この間、2011年（平成23年）9月1日に貸出冊数を上野図書館と公民館図書室の合わせて8冊に改定した。2009年（平成21年）12月には伊賀の郷土史家だった沖森直三郎に関する企画展を開催し、孫で立教大学教授の沖森卓也から寄託された沖森書店開店の挨拶はがきなどを展示した。2010年（平成22年）8月には伊賀史談会の中心人物であった菊山種男邸の跡地に上野図書館があることから同会の100周年展を、同年11月には画家の元永定正の米寿記念絵本展を開催した。
5つの公民館図書室とシステム統合が完了した後、2014年（平成26年）4月1日に公民館図書室を上野図書館の分館として位置付けるように変更された。同時に貸出冊数が10冊に増加している。分館化を記念して、同年9月20日から11月14日まで本館と分館を巡って松尾芭蕉の謎を解く「ちびっこ司書探偵の伊賀市図書館めぐり」を開催、10月には上野図書館開館110年記念も兼ねて、開館当時の資料や写真、崇広堂時代の上野市立図書館の看板などを展示する企画展を開催した。
2015年（平成27年）、前年に逝去した放送作家の岸宏子の遺言に基づき、段ボール箱で約120箱にもなる膨大な岸の著書や蔵書が上野図書館に寄贈された。2016年（平成28年）4月より、市民の要望を受けて閉館時間を従来の17時から19時に変更した。同年8月3日、三重県上野森林公園との共催で、全長12mの大型絵本『長良川』に登場する動物を図鑑で調べる「図書館で体験!おもしろ自然教室」を開催した。この頃は、図書の貸出利用者数は増加しているものの、入館者数は減少傾向にあり、上野図書館では主な利用者であった高校生が夜間利用も可能なハイトピア伊賀に移ったのが原因だと考えていた。2019年（平成31年）4月1日には、上野点字図書館の録音図書の取次貸出サービスを開始した。
2024年（令和6年）4月2日に「いがし電子図書館」を設置し、電子書籍の貸出を開始した。電子書籍の「蔵書」は約500点で3点まで借りることができる。

## 新図書館計画
現行の伊賀市上野図書館は手狭であり、駐車場が小さい、読み聞かせのできる場所がない、などの問題が市民から指摘されている。また伊賀市当局も耐震性の問題や収納場所の不足を挙げて新館計画を進めている。
2012年（平成24年）8月、伊賀市は上野図書館を増築する計画を発表した。増え続ける蔵書に対処することが目的で、駐輪場を撤去して読み聞かせ室や書庫を設置することなどが計画され、総事業1億5千万円、完成は2014年（平成26年）4月と見積もられた。ところが既存部分の耐震補強が問題となり、増築計画は中止となった。
2013年（平成25年）10月、伊賀市の教育委員長の諮問で新図書館建設計画検討委員会が発足し移転や建て替えを含めた検討を開始し、2014年（平成26年）2月11日、伊賀市新図書館基本計画が答申された。この時に示された方針は伊賀市長の岡本栄が保存を決定した伊賀市役所南庁舎を15億7千万円で耐震工事を行った上で約2億8千万円かけて図書館に改修するというものであった。完成は2018年（平成30年）度末とされた。
しかしこの計画は伊賀市役所を伊賀市四十九町にある三重県伊賀庁舎の隣接地に移転することが前提であり、上野商工会議所の木津龍平会頭らは市役所を現在地で建て替えるよう主張、同月に住民投票条例制定を目指して7,180人の署名を集めた。この署名は書類不備のため無効になった が、岡本市長自らが住民投票条例案を提出、可決された。8月24日に住民投票が行われたものの、投票率が半数を超えなかったため開票されず、9月議会で市役所移転が決まった。ところが、同年12月議会は南庁舎活用計画策定予算の削除を可決するなど、予断を許さない状況が続いた。
進まない新図書館計画に対し、2015年（平成27年）8月6日には市民が「明日の伊賀市図書館を考える会」を設立、岡本市長と面会し、皇學館大学教授の高倉一紀や武雄市図書館・歴史資料館をカルチュア・コンビニエンス・クラブに委ねた樋渡啓祐らを招いた勉強会を開くなどの活動を開始した。2016年（平成28年）3月7日に伊賀市の賑わい創出検討協議会が提出した伊賀市役所の跡地利用案では、3,000m2の図書館を中心に観光案内、物産・美術展示、カフェを併設した施設を建設する主案と同機能を伊賀市役所南庁舎に配置する副案が示された。また上野図書館の跡地について芭蕉翁記念館にする案を提示、図書館を取り壊して駐車場とし隣接地に新築する案と、上野図書館を改修して利用する案を出した。しかし伊賀市当局は協議会の主案を否定、また伊賀市議会が提案した現在地での拡充案も否定、費用面・合併特例債の期限から南庁舎を改修して新図書館などを設置することを同年8月16日に決定した。
2016年（平成28年）7月26日にはこれまであまり議論されてこなかった新図書館の管理運営体制について伊賀市図書館協議会で取り上げられ、一部業務委託や指定管理者制度の導入も案として示したものの、図書館業務の根幹は市の直営とすることを委員の意見として取りまとめた。2017年（平成29年）3月8日、庁舎を改修して図書館などを設置するための基本計画策定経費1706万円について伊賀市議会で審議されたが、賛成1人・反対18人で否決された。経費が議会で否決されるのはこれで3度目であった。

## 分館
2014年（平成26年）4月1日に5つの公民館図書室を上野図書館の分館として位置付けた。開館時間は10時から17時まで、休館日は月曜日（島ヶ原のみ日曜日）、祝日、年末年始、図書整理日である。

### いがまち図書室
いがまち図書室（いがまちとしょしつ）は伊賀市下柘植702番地のいがまち公民館内に設置されている。運営は伊賀市文化都市協会に一部業務委託している。図書室の面積は115.2m2。2015年（平成27年）度の蔵書数は15,295冊、貸出者数は4,005人、貸出冊数は13,170冊。

### 阿山図書室
阿山図書室（あやまとしょしつ）は伊賀市川合3370番地29のあやま文化センター内に設置されている。運営は伊賀市文化都市協会に一部業務委託している。図書室の面積は351.3m2で分館の中では最も広い。2015年（平成27年）度の蔵書数は22,882冊（AV資料を含む）、貸出者数は3,426人、貸出冊数は12,654冊。

### 大山田図書室
大山田図書室（おおやまだとしょしつ）は伊賀市平田3154番地の大山田公民館内に設置されている。運営は伊賀市文化都市協会に一部業務委託している。図書室の面積は109m2。2015年（平成27年）度の蔵書数は13,689冊（AV資料3点を含む）、貸出者数は4,151人、貸出冊数は13,481冊。

### 島ヶ原図書室
島ヶ原図書室（しまがはらとしょしつ）は伊賀市島ヶ原4739番地の島ヶ原会館内に設置されている。運営は島ヶ原地域まちづくり協議会に委託している。図書室の面積は30m2。2015年（平成27年）度の蔵書数は2,729冊、貸出者数は403人、貸出冊数は953冊。

### 青山図書室
青山図書室（あおやまとしょしつ）は伊賀市阿保1411番地の青山公民館内に設置されている。唯一の市直営施設である。図書室の面積は181m2。2015年（平成27年）度の蔵書数は22,063冊、貸出者数は3,783人、貸出冊数は12,293冊。

## 特色

### 蔵書の特徴
松尾芭蕉や藤堂藩（津藩）、忍者といった郷土資料の収集を行っている。また伊賀古文献刊行会による翻刻資料も所蔵する。1956年（昭和31年）に寄贈された「村治文庫」12,000冊には『白樺』全160巻のうち156巻が含まれており、貴重である。このほか、図書館ボランティアと共同で布絵本を作る活動も行っている。

### ナイトライブラリー
2012年（平成24年）から秋の夜長に本に親しんでもらおうという趣旨で、行灯や床に置いたライトに照らされた図書館を楽しむ「ナイトライブラリー」を開催している。主催は伊賀市文化都市協会。2013年（平成25年）は10月26日に開催、ボランティア団体による絵本と紙芝居の読み聞かせや、岡本栄市長による『源氏物語』や『おくのほそ道』を古語や京阪式アクセントで読み上げる企画が行われた。2016年（平成28年）には「ナイトライブラリー&ミュージアム」と称して春（5月13日と5月14日）に開催、ステンドグラスの明かりの中、高校生による演奏会などが行われた。

### 赤ちゃんタイム
2013年（平成25年）より月に1回、「赤ちゃんタイム」を実施している。親が赤ちゃんを連れて来館しやすいように特別な時間を設けたもので、毎回20 - 40人の利用がある。三重県内ではあさひライブラリー（2015年〔平成27年〕から）や桑名市の長島輪中図書館（2016年〔平成28年〕から）でも実施している。

### 小川モータース四礼文庫
2015年（平成27年）11月10日に伊賀市の自動車整備会社である小川モータースから受けた寄付を基に創設した。同社の意向から児童書の文庫になっており、入館から退館までに4度の礼をしてほしいという願いを込めて四礼文庫と命名した。同社は創業年数にちなんだ金額を毎年寄付していく方針で、2016年（平成28年）には創業67年記念に67,000円を寄付した。2015年（平成27年）の寄付金66,000円は80冊の童話・絵本の購入に充てられた。

## 利用案内
- 開館時間：9時から19時まで
- 休館日：月曜日、毎月末日（ただし末日が土・日・月曜日の場合は次の火曜日、12月は28日とする）、特別整理期間、年末年始
- 貸出制限：伊賀市に在住・通勤・通学している者および名張市、奈良県山辺郡山添村・奈良市月ヶ瀬、京都府相楽郡南山城村・笠置町、滋賀県甲賀市に居住する者。
  - 図書利用カードは本館・分館共通で、旧公民館図書室の利用カードも引き続き使用できる。
  - 利用カード保持者は電子書籍サービス「いがし電子図書館」の利用も可能[24][25]。
- 貸出可能点数：図書：10点（うち紙芝居：4点以内、大型絵本：2点以内）
- 貸出可能期間：15日（延長は1回のみ可能）
- レファレンスサービス、予約、リクエスト、障がい者郵送貸出サービス（伊賀市在住者のみ）の利用が可能。

## 周辺
周辺は伊賀市の中心市街地であり、伊賀市役所、伊賀簡易裁判所、ハイトピア伊賀、菅原神社などがある。付近を伊賀鉄道伊賀線が通り、同線上野市駅からは徒歩約5分である。
駐車場は1995年（平成7年）7月に設置された図書館前の26台と、上野郵便局の北にある第2駐車場18台の計44台分ある が不足している。図書館への進入路は狭い上に交通量は多い。